# تشهل تشمة (بهمن)
تشهل تشمة (بالفارسية: چهل چشمه) هي قرية تقع في إيران في الناحية المركزية، قسم بهمن الريفي. سُجلت في تعداد عام 2006 ولم تُسجل أي معلومات عن عدد سكانها.